# Anita Lizana
Anita Lizana de Ellis (ur. 19 listopada 1915 w Santiago, zm. 21 sierpnia 1994) – tenisistka chilijska, zwyciężczyni mistrzostw USA w grze pojedynczej.
Praworęczna zawodniczka, dysponująca regularnymi uderzeniami z głębi kortu, precyzyjnym minięciem oraz skutecznym dropszotem, znana była z dobrej pracy nóg, która przyniosła jej przydomek "baletnicy kortów". W historii polskiego tenisa zapisała się jako jedna z rywalek Jadwigi Jędrzejowskiej.
W 1936 i 1937 była w ćwierćfinałach Wimbledonu. W 1936 nie wykorzystała szansy na pokonanie późniejszej mistrzyni Helen Jacobs, z którą prowadziła 4:2 i 30:0 w decydującym secie. W 1937, w swoim jedynym występie w mistrzostwach USA, Lizana triumfowała w turnieju nie tracąc seta. W finale pokonała Jadwigę Jędrzejowską, która tak wspominała ten pojedynek w książce Urodziłam się na korcie: "Gdy stawałam do walki z Lizaną, było niezwykle gorąco i parno, powietrze mnie dusiło. Oczywiście nie tłumaczy to mojej porażki z Anitą. Po prostu Lizana grała lepiej, górowała szybkością. Musiałam opuścić kort pokonana 4:6, 2:6." Taktyka Lizany w meczu finałowym opierała się na atakowaniu bekhendu Jędrzejowskiej.
Anita Lizana została pierwszą latynoamerykańską triumfatorką turnieju wielkoszlemowego. Był to jednocześnie pierwszy przypadek, gdy w finale mistrzostw USA zabrakło zawodniczek amerykańskich (co negatywnie wpłynęło na zainteresowanie kibiców).
W 1936 sklasyfikowana w rankingu światowym "Daily Telegraph" na 8. miejscu, rok później Lizana znalazła się na jego czele, przed Dorothy Round i Jędrzejowską. Na tym jednak jej kariera sportowa w zasadzie zakończyła się. W 1938 została wyeliminowana z Wimbledonu już na początku turnieju przez Francuzkę Simone Passemard Mathieu. Wkrótce wyszła za mąż za Szkota Ronalda Ellisa i osiedliła się w Wielkiej Brytanii.
Poza turniejami międzynarodowymi zdobyła siedemnaście tytułów mistrzyni Chile w grze pojedynczej (po raz pierwszy w wieku 15 lat w 1930), kolejne dwa tytuły w grze podwójnej i pięć tytułów w grze mieszanej.